# Afrocamilla confusa
Afrocamilla confusa är en tvåvingeart som beskrevs av Barraclough 1997. Afrocamilla confusa ingår i släktet Afrocamilla och familjen gnagarflugor. Inga underarter finns listade i Catalogue of Life.